# Heksedans
Heksedans är det tredje studioalbumet med den norska vissångaren Jan Eggum och blev Eggums genombrott som artist i Norge. Albumet utgavs 1977 av skivbolaget CBS. Eggum presenterar bland annat låten "Mor, jeg vil tilbake" och belönades med Spellemannprisen.

## Låtlista
Sida 1
1. "Heksedans" – 3:35
2. "Min pappa maler bilder" – 4:20
3. "Karina" – 3:12
4. "Svart kartotek" – 2:40
5. "Takk som byr" – 4:00
6. "Klister kafé" – 4:13

Sida 2
1. "Mor, jeg vil tilbake" – 3:44
2. "Amerika" – 3:11
3. "Unnagjort" – 4:15
4. "Gå forbi" – 3:00
5. "Velge våpen" – 4:05
6. "Fargene" – 3:30

Alla låtar skrivna av Jan Eggum.

## Medverkande
Musiker
- Jan Eggum – sång, gitarr, banjo, orgel, körsång, arrangement
- Trygve Thue – gitarr, percussion, körsång, basgitarr, triangel, arrangement
- Rolf Skogstrand – basgitarr, körsång (på "Takk som byr" och "Mor, jeg vil tilbake")
- Magne Lunde – trummor, percussion
- Tom Harry Halvorsen – synthesizer (på "Amerika"), piano (på "Velge våpen"), arrangement
- Tom Salisbury – piano (på "Min pappa maler bilder", "Takk som byr", "Mor, jeg vil tilbake", "Amerika" och "Unnagjort", clavinet
- Bergen Strykekvartett
  - Rolf Sandvik – violin
  - Terje N. Johannessen – violin
  - Jean Tørud – viola
  - Nina G. Flyer – cello
- Mette Nome Lepsøe, Mi Young Kim, Ottar Hauge, Stephen Penny – violin (på "Svart kartotek", "Takk som byr", "Mor, jeg vil tilbake" och "Unnagjort")
- Dora Bjørgvinsdottir – viola (på "Svart kartotek", "Takk som byr", "Mor, jeg vil tilbake" och "Unnagjort")
- Gunnar Norgård – trumpet (på "Min pappa maler bilder", "Klister kafé" och "Amerika")
- Kjetil Ytre-Arne – sopransaxofon (på "Min pappa maler bilder", "Klister kafé" och "Amerika")
- Harald Halvorsen, Pjokken Eide – trombon (på "Min pappa maler bilder", "Klister kafé" och "Amerika")
- Øystein Søbstad – tenorsaxofon (på "Min pappa maler bilder" och "Klister kafé"), flöjt (på "Takk som byr")
- Tore Erlandsen – klarinett (på "Svart kartotek")
- Gro Andersen – flöjt (på "Svart kartotek" och "Fargene")
- Rolf Prestø – kontrabas (på "Klister kafé")
- Kristian Lindeman – körsång (på "Heksedans", "Takk som byr", "Mor, jeg vil tilbake", "Amerika" och "Velge våpen"), stråkarrangement (på "Svart kartotek", "Takk som byr", "Mor, jeg vil tilbake" och "Unnagjort")
- Svein Gundersen, Alex – körsång (på "Heksedans" och "Amerika")

Produktion
- Trygve Thue – musikproducent, ljudtekniker